# Třída Draug
Třída Draug byla třída torpédoborců norského námořnictva. Celkem byly postaveny tři jednotky této třídy. Ve službě byly od roku 1909. Za druhé světové války Němci jeden potopili a druhý ukořistili. Dva válku přeživší torpédoborce byly vyřazeny. Torpédoborec Garm byl první norskou válečnou lodí s turbínovým pohonem.

## Stavba
Celkem byly postaveny tři jednotky této třídy. Postavila je norská námořní loděnice Karljohansvern verft v Hortenu. Do služby byly přijaty v letech 1909–1914.
Jednotky třídy Draug:
| Jméno | Založení kýlu | Spuštěn          | Vstup do služby | Osud                                                                                            |
| ----- | ------------- | ---------------- | --------------- | ----------------------------------------------------------------------------------------------- |
| Draug | 1907          | 18. března 1908  | 1909            | V 9. dubna 1940 unikl do Velké Británie. Vyškrtnut 1944.                                        |
| Troll | 1908          | 7. července 1910 | březen 1912     | V květnu 1940 ve Florø ukořistěn Němci a používán pod stejným jménem. Vrácen 1945 a sešrotován. |
| Garm  | 1912          | 25. května 1913  | červenec 1914   | Dne 26. dubna 1940 potopen německým letectvem.                                                  |

## Konstrukce

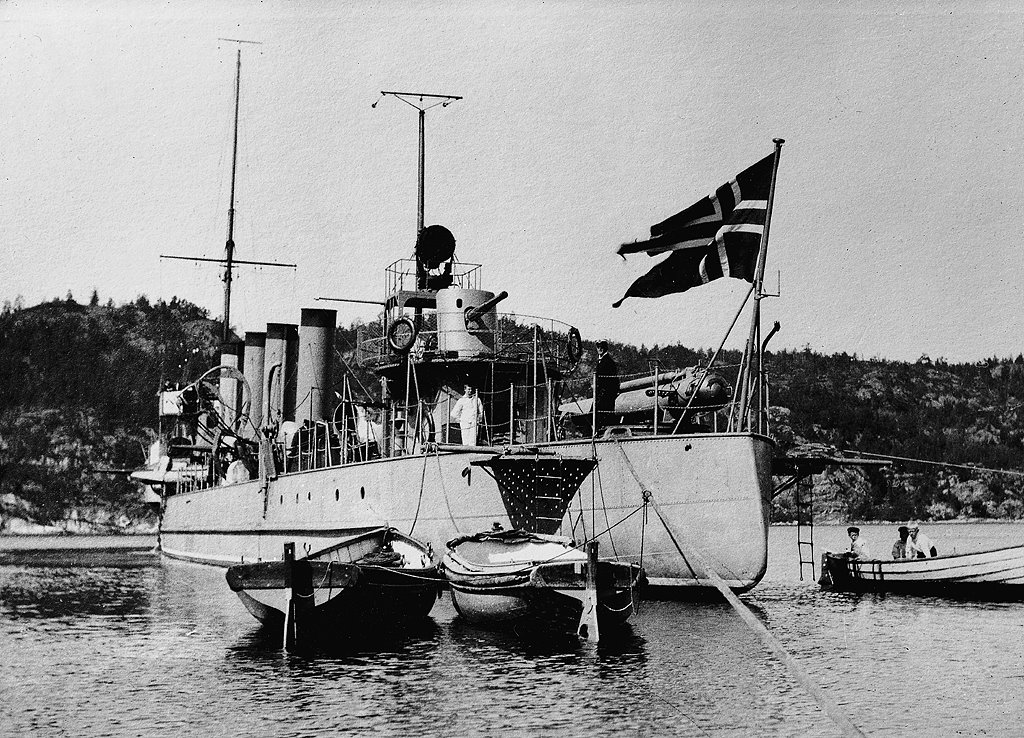
Draug

Vyzbrojeny byly šesti 76mm kanóny Armstrong a třemi 457mm torpédomety. Pohonný systém torpédoborců Draug a Troll tvořily čtyři kotle a dva trojčinné parní stroje o výkonu 7 500 hp, pohánějící dva lodní šrouby. Torpédoborec Draug dosahoval rychlosti 26,5 uzlu a sesterský Troll 27 uzlů. Třetí torpédoborec Garm měl čtyři kotle a dvě parní turbíny Germania o výkonu 8 000 hp, pohánějící dva lodní šrouby. Kotle spalovaly uhlí, kterého bylo neseno 105 tun. Spaliny odváděly čtyři komíny. Nejvyšší rychlost dosahovala 27,4 uzlu. Dosah plavidel byl 2 800 námořních mil při rychlosti deset uzlů.